# Visnya Aladár
Visnya Aladár (Pécs, 1878. február 5. – Kőszeg, 1959. március 22.) királyi állami főreáliskolai tanár, botanikus, zoológus.

## Élete
Visnya Sándor kereskedő és Wiedemann Johanna fia. A Budapesti Tudományegyetemen tanult, itt szerzett matematika-fizika szakos tanári oklevelet. Ezután 1903-tól Nagyváradon, majd 1909-től a fővárosban volt tanár. 1914 és 1919-ben gimnáziumi igazgató volt Sopronban és a Tanácsköztársaság alatt Budapesten. Baloldali beállítottsága miatt 1921-ben B-listára került és 1927-ig nem taníthatott. Ekkor Kőszegen kapott állást. Botanikai és zoológiai gyűjtőutakat szervezett, főként a harasztokkal és mohákkal foglalkozott. Ő alapította meg a kőszegi Jurisich Múzeumot.
Felesége Szontágh Ottilia volt.

## Művei
- Az indukált helyettesítések elméletéhez. Budapest, 1899. (Különnyomat a Mathem. és Phys. Lapokból.)
- Adalékok a lineárhelyettesítések véges csoportjainak elméletéhez. Uo. 1902. (Különnyomat a Math. és Phys. Lapokból.)
- A levegő meghódítása. Uo. 1909. (Serényi Gusztávval.)
- A vízen sikló csónakok (Hydroplanok). Uo. 1909. Szövegrajzokkal
- Sphagnum folt a Kalaposkőn (Szombathely, 1936)
- Kőszeg és környékének Mollusca faunája (Kőszeg, 1939)